# GSC1876-45-1
GSC1876-45-1 — хімічно пекулярна зоря спектрального класу B9, що має видиму зоряну величину в смузі V приблизно 12,1.